# Division 2 1953/54
Die Division 2 1953/54 war die 15. Austragung der zweithöchsten französischen Fußballliga. Zweitligameister wurde Olympique Lyon.

## Vereine
Teilnahmeberechtigt waren die 15 Vereine, die nach der vorangegangenen Spielzeit weder in die erste Division aufgestiegen waren noch ihre Lizenz – freiwillig oder gezwungen – aufgegeben hatten. Dazu kamen drei Erstligaabsteiger und zwei Neulinge, die Profistatus angenommen hatte.
Somit spielten in dieser Saison folgende 20 Mannschaften um die Meisterschaft der Division 2:
- eine Mannschaft aus dem äußersten Norden (US Valenciennes-Anzin),
- fünf aus Paris und der Champagne beziehungsweise den Ardennen (CA Paris, Absteiger Racing Paris, Red Star Olympique, AS Troyes-Savinienne, Neuling UA Sedan-Torcy),
- eine aus dem Nordosten (Racing Club Franc-Comtois Besançon),
- vier aus dem Westen (FC Rouen, Absteiger Stade Rennes UC, FC Nantes, SCO Angers),
- neun aus dem Süden (FC Grenoble, Olympique Lyon, FC Perpignan, AS Béziers, Absteiger SO Montpellier, Olympique Alès, Neuling AS Aix, SC Toulon, AS Cannes).

Einen direkten Auf- und Abstieg in Abhängigkeit vom sportlich erzielten Ergebnis hatte es vor dem Zweiten Weltkrieg lediglich zwischen erster und zweiter Profi-Division gegeben; danach war über einige Jahre ein Abstieg in die dritthöchste Spielklasse eingeführt worden, der allerdings 1953/54 nicht mehr in Kraft war. Außerdem konnte ein Zweitdivisionär dann absteigen, wenn er seine Lizenz abgab oder sie ihm entzogen wurde. Bisherige Amateurmannschaften hingegen konnten auch weiterhin nur dann zur folgenden Saison in die Division 2 aufsteigen, wenn sie vom zuständigen Verband FFF die Genehmigung erhielten, professionellen Status anzunehmen.
Dazu gab es in dieser Saison eine Relegation zwischen dem am schlechtesten platzierten Erstligisten, der nicht direkt abstieg, und dem besten, nicht direkt aufstiegsberechtigten Zweitligisten.

## Saisonverlauf
Jede Mannschaft trug gegen jeden Gruppengegner ein Hin- und ein Rückspiel aus, einmal vor eigenem Publikum und einmal auswärts. Es galt die Zwei-Punkte-Regel; bei Punktgleichheit gab das Torverhältnis den Ausschlag für die Platzierung. In Frankreich wird bei der Angabe des Punktverhältnisses ausschließlich die Zahl der Pluspunkte genannt; hier geschieht dies in der in Deutschland zu Zeiten der 2-Punkte-Regel üblichen Notation.
Bis weit in die Rückrunde hinein konnten fünf Kontrahenten sich noch ernsthafte Chancen auf einen Aufstiegs- oder wenigstens den Relegationsplatz ausrechnen. In den letzten acht Wochen fielen dann aber die zeitgenössisch häufig als „Arbeiterfußballer“ (footballeurs-ouvriers) bezeichneten Neuprofis aus Sedan – nahezu sämtliche Spieler arbeiteten auch weiterhin in einer örtlichen Tuchfabrik – und der FC Rouen zurück. Unter den verbleibenden drei Mannschaften – allesamt mit über 100 Saisontreffern besonders angriffsstark – setzte Lyon sich ganz am Ende der Spielzeit noch ab, während zwischen Troyes und Racing Paris schließlich nur der Torquotient den Ausschlag gab. Allerdings endete auch für den Hauptstadtklub die Saison versöhnlich, weil er über die Relegation gleichfalls in die Division 1 zurückkehrte (siehe unten). Einem anderen Erstligaabsteiger erging es hingegen besonders schlecht: Montpellier trug in der Abschlusstabelle mit deutlichem Rückstand auf den Vorletzten, CA Paris, die „rote Laterne“.
In den 380 Begegnungen wurden 1.259 Treffer erzielt; das entspricht einem Mittelwert von 3,3 Toren je Spiel. Die Torjägerkrone gewann Jean Courteaux (Racing Paris) mit 36 Toren.
Nach Saisonende behielten alle Mannschaften ihren Profistatus bei. Zur folgenden Spielzeit ergänzten die drei Erstligaabsteiger FC Sète, Le Havre AC und Stade Français die Division 2; neue Profilizenzen vergab der Fußballverband nicht.

## Abschlusstabelle
| Pl. | Verein                | Sp. | S  | U  | N  | Tore    | Quote | Punkte |
| --- | --------------------- | --- | -- | -- | -- | ------- | ----- | ------ |
| 1.  | Olympique Lyon        | 38  | 25 | 8  | 5  | 108:440 | 2,45  | 58:18  |
| 2.  | AS Troyes-Savinienne  | 38  | 24 | 7  | 7  | 101:340 | 2,97  | 55:21  |
| 3.  | Racing Paris (A)      | 38  | 25 | 5  | 8  | 107:480 | 2,23  | 55:21  |
| 4.  | FC Rouen              | 38  | 23 | 6  | 9  | 081:470 | 1,72  | 52:24  |
| 5.  | UA Sedan-Torcy (N)    | 38  | 19 | 11 | 8  | 077:410 | 1,88  | 49:27  |
| 6.  | Stade Rennes UC (A)   | 38  | 19 | 6  | 13 | 086:530 | 1,62  | 44:32  |
| 7.  | Red Star Olympique    | 38  | 20 | 4  | 14 | 071:590 | 1,20  | 44:32  |
| 8.  | FC Perpignan          | 38  | 16 | 7  | 15 | 049:630 | 0,78  | 39:37  |
| 9.  | FC Nantes             | 38  | 14 | 8  | 16 | 068:620 | 1,10  | 36:40  |
| 10. | US Valenciennes-Anzin | 38  | 16 | 4  | 18 | 056:620 | 0,90  | 36:40  |
| 11. | SCO Angers            | 38  | 12 | 11 | 15 | 053:580 | 0,91  | 35:41  |
| 12. | AS Aix (N)            | 38  | 14 | 7  | 17 | 053:670 | 0,79  | 35:41  |
| 13. | AS Cannes             | 38  | 12 | 10 | 16 | 049:550 | 0,89  | 34:42  |
| 14. | Racing FC Besançon    | 38  | 11 | 11 | 16 | 050:650 | 0,77  | 33:43  |
| 15. | FC Grenoble           | 38  | 12 | 9  | 17 | 054:800 | 0,68  | 33:43  |
| 16. | AS Béziers            | 38  | 10 | 7  | 21 | 041:920 | 0,45  | 27:49  |
| 17. | Olympique Alès        | 38  | 10 | 7  | 21 | 031:830 | 0,37  | 27:49  |
| 18. | SC Toulon             | 38  | 11 | 4  | 23 | 045:820 | 0,55  | 26:50  |
| 19. | CA Paris              | 38  | 8  | 7  | 23 | 056:910 | 0,62  | 23:53  |
| 20. | SO Montpellier (A)    | 38  | 5  | 9  | 24 | 023:730 | 0,32  | 19:57  |

Platzierungskriterien: 1. Punkte – 2. Torquotient
| (A) | Absteiger aus der Division 1 1952/53 |
| (N) | Neuaufsteiger                        |

## Relegationsrunde
Im Pariser Lokalderby zwischen dem Racing Club und dem Erstliga-16. Stade Français behielt der Zweitdivisionär die Oberhand. Nachdem Racing das Hinspiel erst durch einen Treffer in der vorletzten Minute mit 2:1 gewonnen hatte, genügte ihm in der zweiten Partie ein Remis (2:2) für den sofortigen Wiederaufstieg, wobei Racings Stoßstürmer Jean Courteaux (2), Thadée Cisowski und Stanislas Curyl die Treffer besorgten. Diese beiden Begegnungen hatten insgesamt rund 55.000 Zuschauer angezogen.
|              | Gesamt |                      | Hinspiel | Rückspiel |
| ------------ | ------ | -------------------- | -------- | --------- |
| Racing Paris | 4:3    | Stade Français Paris | 2:1      | 2:2       |